# II. Theobald, Blois grófja
II. Theobald (kb. 979 – 1004. július 11.) volt 995 és 1004 között Blois grófja. Apja I. Odó, Blois grófja, anyja Burgundi Berta volt. Theobald 995-ben, apja halála után örökölte a grófságot. Később, 1004. körül öccse javára lemondott és papi pályára lépett, 1004-ben a chartres-i Saint-Père templomban temették el.